# Benalup-Casas Viejas
Casas Viejas là một đô thị trong tỉnh Cádiz, Tây Ban Nha. Theo điều tra dân số 2005 đô thị này có dân số là 6754 người.

## Dân số
| 1999  | 2000  | 2001  | 2002  | 2003  | 2004  | 2005  |
| ----- | ----- | ----- | ----- | ----- | ----- | ----- |
| 6.286 | 6.305 | 6.342 | 6.371 | 6.610 | 6.706 | 6.754 |

Nguồn: INE (Tây Ban Nha)